# Pierpaolo Vargiu
Pierpaolo Vargiu (Cagliari, 21 luglio 1957) è un politico italiano.
Già consigliere regionale in Sardegna dal 1999 al 2013 per i Riformatori Sardi, alle elezioni politiche del 2013 viene eletto deputato della XVII Legislatura nella lista di Scelta Civica con Monti per l'Italia e dal 7 maggio 2013 è il presidente della XII Commissione permanente (Affari sociali).

## Biografia
Nato a Cagliari, nel quartiere di Stampace, il 21 luglio 1957, ha studiato al liceo Siotto e si è laureato in Medicina nel 1983. Ha conseguito un Master Emmas Bocconi per il Management Sanitario, la Specializzazione in medicina legale, la Specializzazione in odontostomatologia e Specializzazione in radiologia.
È stato nel Consiglio Direttivo della sezione di Capo e Collo della Società Italiana di Radiologia Medica e, insieme al professor Silvio Diego Bianchi ha fondato la SIROM, società italiana di radiologia odontostomatologica e maxillo facciale.
Appassionato di storia recente e di cronaca della città di Cagliari, ha scritto il libro "Quelli di piazza del Carmine", dedicato a chi è stato bambino a Cagliari negli anni sessanta.
A 16 anni ha aderito al Partito Liberale Italiano, diventando dirigente nazionale dei giovani liberali e poi segretario provinciale e consigliere nazionale del PLI.
Dal 1998 al 2006 è stato Presidente della Federazione degli Ordini dei Medici e degli Odontoiatri della Sardegna.

## Attività politica in Sardegna
È stato Assessore Provinciale alla Pubblica Istruzione e alla Condizione Giovanile della Provincia di Cagliari e Presidente dell'Ente Sardo industrie Turistiche (ESIT).
Ha aderito al partito regionale sardo dei Riformatori Sardi - Liberaldemocratici, fin dalla sua nascita.
Alle elezioni regionali del 1999 è candidato nella lista Patto Segni-Riformatori Sardi a sostegno del candidato del centro-destra Mauro Pili e viene eletto consigliere regionale. Sarà confermato nel 2004 e nel 2009 sempre nelle file dei Riformatori Sardi.
È stato uno dei promotori del "Movimento per la Costituente", che chiedeva la riscrittura dello Statuto Speciale della Sardegna, per una nuova dimensione dell'identità sarda.
In Consiglio Regionale ha sempre partecipato ai lavori della Commissione Sanità, battendosi per l'istituzione di un'Agenzia tecnica che supportasse l'innovazione del vetusto sistema sanitario della Sardegna. Si è anche impegnato per l'introduzione del Registro Tumori e per il rafforzamento delle reti informatiche, dell'alta specializzazione e della medicina nel territorio.
Sino al 2013 è stato componente della Commissione Programmazione e Bilancio, impegnandosi in proposte di legge e progetti liberali, con l'obiettivo di consentire alla Sardegna l'uscita dalle logiche dell'assistenzialismo statale.
Si è battuto per la valorizzazione del ruolo di Cagliari, come volano di sviluppo economico dell'intera Sardegna, presentando le proposte di legge "per Cagliari".
In vista del referendum in Sardegna del 2012 è stato portavoce del comitato referendario "Sardegna si cambia!", con l'obiettivo di abolire le otto province sarde e i consigli di amministrazione degli enti e delle agenzie regionali. Il 28 giugno 2013 il Consiglio Regionale, con 38 voti a favore e 30 contrari, ha approvato il commissariamento delle quattro nuove province e della provincia di Cagliari.
- Le elezioni del 2016 a Cagliari

Alle elezioni comunali del 5 giugno 2016, viene eletto nel consiglio comunale di Cagliari con i Riformatori Sardi.
Candidato sindaco per la coalizione civica #CA_mbia dopo aver vinto le primarie nel dicembre 2015 con il 58,7% dei voti, ha più volte sostenuto la necessità di un'alternativa unica alla candidatura di Massimo Zedda. Nonostante le 11.000 firme raccolte tra i cagliaritani per il "fronte unico", sono vani gli appelli al candidato del centrodestra Piergiorgio Massidda di sfidarsi a ulteriori primarie. Così, nell'aprile 2016, aderisce alla richiesta di Massidda di un atto di generosità verso la città e rinuncia alla propria candidatura a sindaco, continuando l'impegno per il progetto CA_mbia CAgliari, come capolista dei Riformatori.

### Elezione a deputato
Alle elezioni politiche del 2013, grazie ad un accordo elettorale tra i Riformatori Sardi e Scelta Civica di Mario Monti, è candidato alla Camera dei Deputati, nella circoscrizione Sardegna, come capolista di Scelta Civica per l'Italia (in quota Riformatori Sardi), venendo eletto deputato della XVII Legislatura.
Alla Camera dei Deputati ricopre la carica di Presidente della XII Commissione (Affari Sociali).
Il 29 giugno 2017 lascia il gruppo Civici e Innovatori per passare insieme a Salvatore Matarrese a Direzione Italia di Raffaele Fitto.

#### Attività parlamentare
Ha promosso iniziative legislative per abbattere i costi della medicina difensiva e riformare la responsabilità professionale medica, per il riconoscimento e la promozione della medicina di genere, per la prevenzione della fetopatia alcolica e per la prevenzione, la diagnosi precoce, l'assistenza e la cura delle malattie croniche dei minori in età scolare. In XII Commissione (Affari Sociali) è stato relatore del disegno di legge in materia di responsabilità professionale del personale.
È stato inoltre relatore dei seguenti provvedimenti licenziati dall'Aula di Montecitorio:
- Conversione in legge del decreto Balduzzi
- Conversione in legge del decreto droghe e farmaci off label, insieme a Donatella Ferranti, presidente della Commissione Giustizia

Promotore in Sardegna dell'iniziativa No Porcellum, oltre a votare la mozione Giachetti, ha presentato proposte di legge per abrogare il Porcellum e rendere le primarie obbligatorie a tutti i livelli. In questo senso ha anche proposto una modifica dell'art. 49 della Costituzione per riconoscere le primarie e presentato una proposta di legge per render obbligatorie le primarie, organizzate dallo Stato.

##### Il principio di trasparenza della PA in Costituzione
Nel gennaio 2015, grazie a un suo emendamento al ddl Boschi, è stato introdotto il principio della trasparenza della Pubblica Amministrazione in Costituzione (art. 97). L'emendamento, presentato in qualità di componente dell'Intergruppo Parlamentare per l'Innovazione, è stato sottoscritto da diversi deputati di maggioranza e opposizione, tra cui Stefano Quintarelli, Anna Ascani, Antonio Palmieri, Andrea Mazziotti di Celso, Maria Chiara Carrozza, Adriana Galgano, Lorenza Bonaccorsi e Francesca Bonomo.
Seguendo lo stesso principio, ha sostenuto la campagna #ParlamentoCasadivetro dell'associazione Openpolis e si è detto favorevole a una modifica del Regolamento della Camera per la pubblicazione dei voti e delle presenze in Commissione, oggi non rilevate.
Nel novembre 2014, il rapporto dell'associazione Openpolis lo colloca al nono posto per produttività tra i 630 deputati della Camera, primo tra gli eletti in Sardegna e nel proprio gruppo di appartenenza.
Nell'agosto 2014 insieme ai deputati Causin, Stefano Dambruoso, Vitelli e Salvatore Matarrese e a centinaia di amministratori locali, ha dato vita all'associazione I Riformatori.

##### L'iniziativa per separare i quesiti del referendum costituzionale
Coerente con lo spirito referendario, nel giugno 2016, sostiene in Parlamento la proposta dei Radicali Italiani di spacchettare i quesiti del referendum costituzionale per evitare una personalizzazione del voto e incoraggiare una decisione informata sul merito dei contenuti della riforma costituzionale.
L'iniziativa coinvolge altri colleghi di maggioranza e opposizione, tra cui Mara Mucci, Adriana Galgano, Ivan Catalano, Giovanni Monchiero, Eleonora Bechis, Tancredi Turco, Roberta Oliaro, Salvatore Matarrese.

##### L'iniziativa per l'abolizione della carta in Commissione
Con Daniele Capezzone, presidente della Commissione Finanze di Montecitorio, ha proposto l'abolizione dell'uso della carta nelle commissioni parlamentari, il cuore dell'attività legislativa.
La proposta, presentata sempre in qualità di componente dell'Intergruppo Parlamentare per l'Innovazione, è stata accolta dalla presidente Laura Boldrini e ha dato l'input alla messa a punto di un progetto pilota che riguarderà le Commissioni Affari Sociali e Finanze

##### L'iniziativa per la regolamentazione della prostituzione
Nell'aprile 2015 promuove insieme alla senatrice Maria Spilabotte (Partito Democratico) un "manifesto" per regolamentare la prostituzione e superare la legge Merlin.
Il manifesto, forte del sostegno di circa 100 parlamentari a iniziative legislative per la regolamentazione della prostituzione, prevede tra le priorità la lotta alla tratta e allo sfruttamento, il riconoscimento dell'attività di prostituzione a livello contributivo, fiscale e previdenziale, il divieto di prostituirsi in luogo pubblico se non in zone indicate dai comuni e la possibilità di "case aperte" autogestite da chi intende prostituirsi.
Non contempla dunque la riapertura delle case chiuse e considera dannoso un eventuale referendum abrogativo.

##### L'iniziativa per la corretta informazione sull'olio di palma
Insieme ai colleghi Ilaria Capua, Salvatore Matarrese e Giovanni Monchiero, nel luglio 2015 presenta in Commissione Affari Sociali e Agricoltura a Montecitorio una risoluzione-verità sull'olio di palma che smonta le tesi denigratorie che vogliono quest'olio dannoso per la salute e per l'ambiente.
La risoluzione chiede al governo di impegnarsi per una corretta informazione sull'olio di palma e per una sostenibilità maggiore della produzione di quest'olio vegetale, con proprietà nutrizionali simili al burro.

##### L'iniziativa sui videogiochi violenti
Nel febbraio 2015, in una lettera al presidente del Consiglio Matteo Renzi, ha sostenuto la necessità di una forte campagna di sensibilizzazione sui videogiochi violenti rivolta alle famiglie, convinto che "non servano né nuove leggi, né l'ennesimo osservatorio sul tema", ma solo una maggiore informazione. L'iniziativa è stata condivisa con la collega Ilaria Capua e la Commissione Cultura di Montecitorio.